# 罗柏
羅柏·史塔克（Robb Stark），奇幻小說冰與火之歌的人物。他是臨冬城公爵艾德·史塔克與凱特琳夫人的長子，臨冬城繼承人，北境之王。他的冰原狼是灰風。

## 生平
除了年紀太小的么子瑞肯之外，羅柏是史塔克家庭剩餘七人中唯一不是主觀角色(POV)的人物，這讓他在小說初期的活動與個性較不明顯。當艾德公爵前往君臨就任首相時，羅柏負責坐鎮臨冬城，當父親被捕下獄的消息傳來時，他迅速召集旗下領主揮軍南下試圖加以營救，並在囈語森林之戰中大敗包圍奔流城的藍尼斯特軍並俘虜指揮官詹姆·蘭尼斯特。羅柏原本打算用詹姆交換艾德公爵，然而在談判開始之前艾德公爵就在君臨遇害。悲憤的羅柏決定斷絕與鐵王座的主從關係，並恢復古早時代史塔克家的傳統，自立為北境之王。
之後羅柏繼續對蘭尼斯特軍作戰，雖然陸續又取得多次局部性的勝利，然而戰況還是陷入膠著難以突破。最後羅柏被凱岩城公爵泰溫·蘭尼斯特公爵算計，在紅色婚禮上命喪自己的臣子之手，屍體遭到凌辱，北境王國也迅速瓦解。
羅柏富有極高的戰術才華，在他短暫的在位期間取得數次輝煌的軍事勝利，然而他在戰略與政治兩方面做出一連串錯誤的決定，使他雖然從未在軍事上戰敗，領地卻不斷縮小，盟友與臣下也陸續叛離他。追究其原因，乃羅柏的個性酷似其父，重視榮譽與秩序，也同樣有著道德上的潔癖，這讓他們在殘酷的權力鬥爭與陰謀詭計中脆弱不堪。尤其羅柏為王後的個性逐漸剛愎自用，聽不進母親凱特琳的忠告，最後終於中計身死。